# اچ‌ام‌اس گلادیاتور (۱۷۸۳)

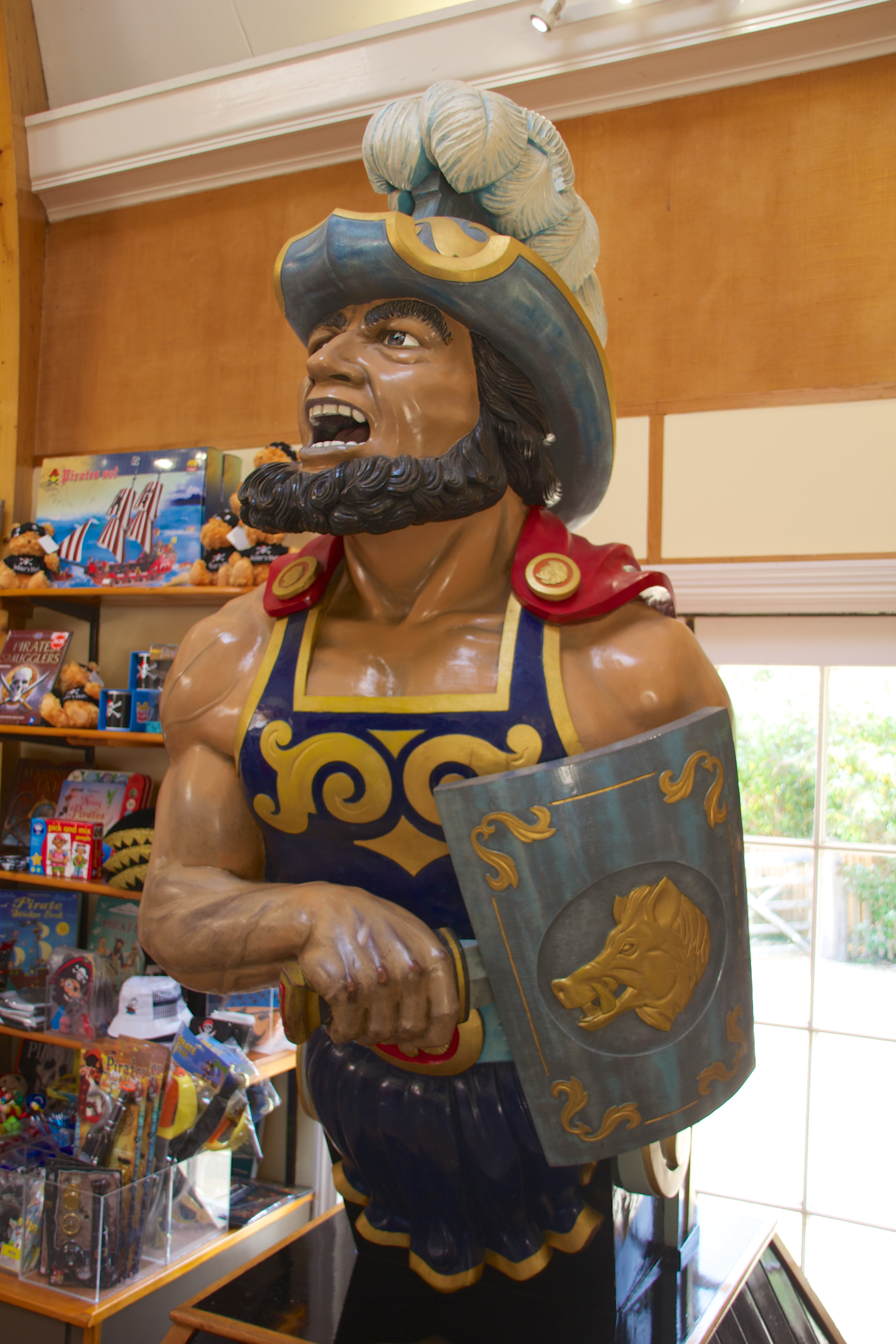
فیگورهد H.M.S. گلادیاتور. 44 اسلحه

اچ‌ام‌اس گلادیاتور (۱۷۸۳) (به انگلیسی: HMS Gladiator (1783)) یک کشتی بود که طول آن ۱۴۰ فوت (۴۲٫۷ متر) بود. این کشتی در سال ۱۷۸۳ ساخته شد.